# Coldrain
Coldrain ist eine Alternative Rock und Post-Hardcore-Band aus Japan, die 2007 in Nagoya gegründet wurde.

## Geschichte

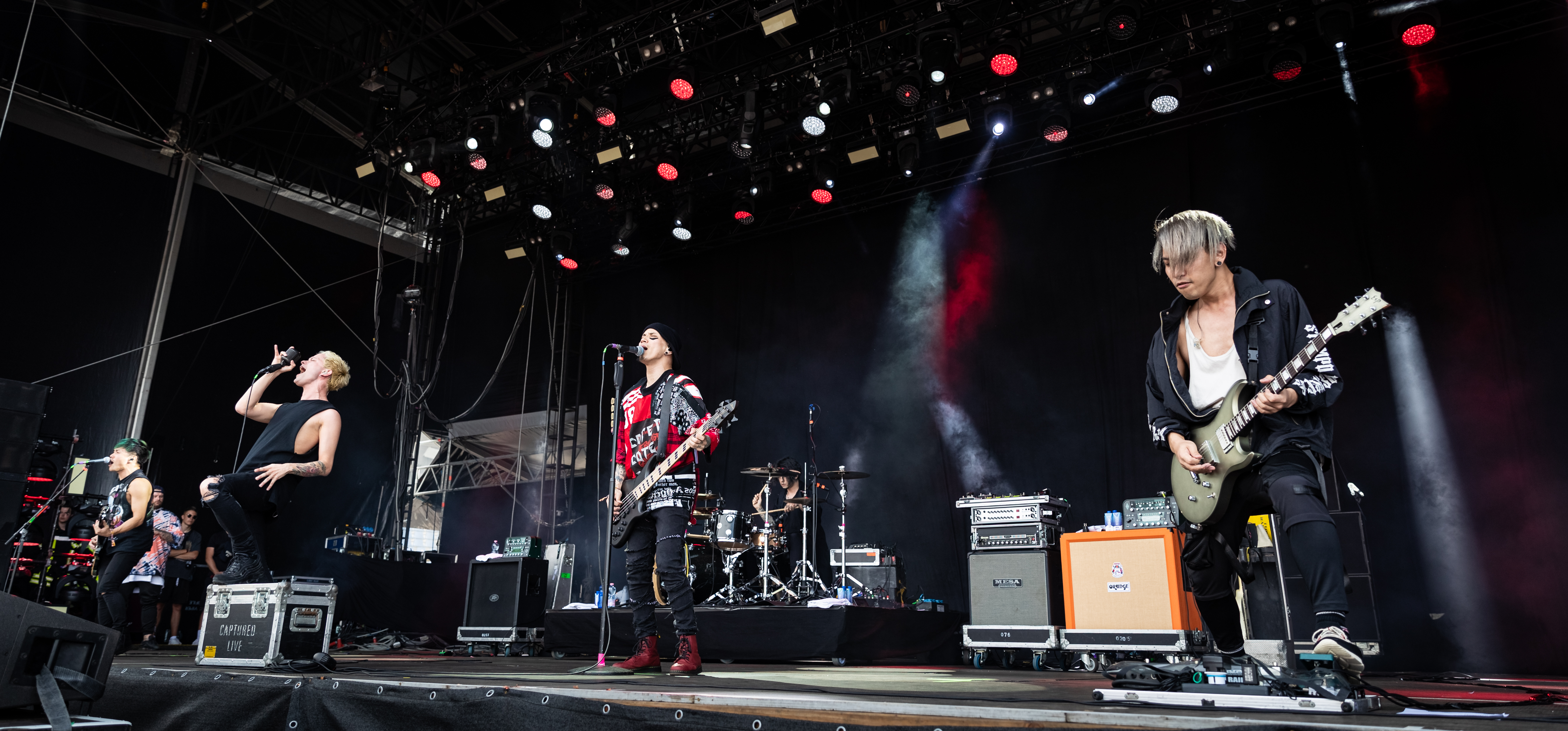
Coldrain live bei Rock am Ring (2019)

Anfänglich trat sie ausschließlich in ihrer Heimatregion live auf. Die Liedtexte sind in englischer Sprache verfasst und stammen von Sänger Masato, der zur Hälfte US-amerikanischer Abstammung ist. 2008 wurde die Band vom japanischen Label VAP unter Vertrag genommen und veröffentlichte ihre erste Single Fiction. Nach einer Tournee folgte die 2009 zweite Single 8am, im Sommer des Jahres trat die Band beim Festival Summer Sonic auf. Im Oktober erschien das Debütalbum Final Destination und erreichte Platz 88 der Oricon-Albumcharts. Im Juni 2010 folgte das Minialbum Nothing Lasts Forever, gefolgt vom zweiten Album The Enemy Inside (2011). Die im Sommer 2012 erschienene EP Through Clarity erreichte Platz 14 der japanischen Albumcharts. Im Februar 2014 begann die Band eine Europa-Tour mit der deutschen Band Callejon und walisischen Band Bullet for my Valentine als Headliner.

## Weiteres
Sechs Lieder der Gruppe fanden in Anime Verwendung:
- Mayday (feat. Ryo) in Fire Force
- 8am in Hajime no Ippo New Challenger
- Feed the Fire in Ousama Game
- We’re Not Alone in Rainbow: Nisha Rokubō no Shichinin[1]
- Bloody Power Fame in Bastard
- Vengeance[3] in Ninja Kamui

## Diskografie
| Studioalben - 2009: Final Destination - 2011: The Enemy Inside - 2013: The Revelation - 2015: Vena - 2017: Fateless - 2019: The Side Effects - 2022: Nonnegative EPs - 2010: Nothing Lasts Forever - 2012: Through Clarity - 2014: Until the End Singles - 2008: Fiction - 2009: 24-7 - 2009: Doors - 2009: Painting - 2009: Just Tonight - 2009: My Addiction - 2009: 8am - 2009: Time to Go - 2009: Final Destination - 2009: Déjà Vu - 2009: Someday - 2009: Survive - 2009: Counterfeits & Lies - 2010: After Dark - 2010: The Youth - 2010: We’re Not Alone - 2010: Die Tomorrow - 2011: A Tragic Instinct - 2011: Rise and Fall - 2011: Adrenaline - 2011: The Maze - 2011: You - 2011: Hollow - 2011: New Fate - 2011: Confession - 2011: To Be Alive - 2011: Rescue Me - 2012: Six Feet Under - 2012: The Future - 2012: No Escape - 2012: Inside of Me - 2013: Chasing Dreams - 2013: Voiceless - 2013: March On - 2013: Fade Away - 2013: Behind the Curtain - 2013: Time Bomb - 2013: You Lie - 2013: Given Up on You | - 2013: Aware and Awake - 2013: The Revelation - 2013: The War Is On - 2014: Persona - 2014: Never Look Away - 2014: Miss You - 2015: Pretty Little Liar - 2015: Undertow - 2015: Stuck - 2015: Evolve - 2015: Words of the Youth - 2015: Gone - 2015: Wrong - 2015: The Story - 2015: Born to Bleed - 2015: Runaway - 2015: Whole - 2015: Heart of the Young - 2015: Divine - 2015: Fire in the Sky - 2017: Uninvited - 2017: Inside Out - 2017: Colorblind - 2017: Aftermath - 2017: A Decade in the Train - 2017: Feed the Fire - 2017: Bury Me - 2017: Lost in Faith - 2017: Envy - 2017: Stay - 2017: F.T.T.T. - 2017: R.I.P. - 2018: Revolution - 2019: Breathe - 2019: Insomnia - 2019: Answer / Sickness - 2019: Stay the Course - 2019: Coexist - 2019: January 1st - 2019: Li(e)fe - 2019: The Side Effects - 2019: Mayday - 2019: See You - 2019: Speak - 2021: Paradise (Kill the Silence) - 2022: Calling - 2022: Before I Go - 2022: Bloody Power Fame - 2022: Cut Me - 2023: New Dawn - 2024: Vengeance - 2025: INCOMPLETE - 2025: Chasing Shadows Videoalben - 2011: Three Days of Adrenaline |  |